# Cristaria viridiluteola
Cristaria viridiluteola är en malvaväxtart som beskrevs av C. Gay. Cristaria viridiluteola ingår i släktet Cristaria och familjen malvaväxter. Utöver nominatformen finns också underarten C. v. pinnata.